# Tenuipalpus insularis
Tenuipalpus insularis är en spindeldjursart som beskrevs av Meyer 1993. Tenuipalpus insularis ingår i släktet Tenuipalpus och familjen Tenuipalpidae. Inga underarter finns listade i Catalogue of Life.